# Patrice Marzin
Pour les articles homonymes, voir Marzin.
Patrice Marzin est un guitariste, compositeur, arrangeur et réalisateur artistique français de culture bretonne, né à Saint-Brieuc en 1962 et résidant à Quimper. Principalement reconnu pour être le guitariste de Gérard Manset depuis 1989 et avoir été le guitariste et chef d'orchestre d'Hubert-Félix Thiéfaine de 1988 à 2000. Il participe à de nombreux projets et a réalisé en 1995 le disque Breizh Positive du groupe Ar Re Yaouank, disque du revival musical breton.
Il accompagne la chanteuse Gwennyn depuis 2006 et travaille avec de nombreux artistes comme Jean-Charles Guichen ou Soig Siberil que ce soit pour la direction artistique ou l'arrangement. 
En 2016 il rejoint Sony music et le label Smart en tant que conseiller artistique.

## Biographie

### Un univers musical
À 12 ans, émerveillé devant un groupe jouant Apache des Shadows, il décide d'apprendre la guitare et en achète une qu'il recouvre de fourrure. Il suit alors les traces de son père Marcel, musicien qui chante en amateur dans les salles de patronages vers Toulon et chante même un duo avec Yves Montand. Au lycée Le Likès à Quimper, l'abbé Lavouenant prend sous son aile des élèves un peu indisciplinés et leur installe un local de répétition à condition qu'ils jouent à la messe de fin d'année.
Après être passé par le conservatoire pour apprendre le solfège ainsi que des bases de piano, il devient guitariste à l'âge de 15 ans, en entrant dans le groupe de rock bigouden Délire. Avec eux il joue dans les bals de tous l'Ouest, jusqu'à Angers. Suivront les collaborations avec Serge Cabon. En 2009, trente ans après leur séparation, Délire se reforme.
Enfant, il écoute de la musique classique, mais s'intéresse ensuite au rock d'Hendrix et des Stones. Pour ses sœurs, qui écoutent les Beatles et suivent la vague "yé yé" du milieu des années 1960, il est chargé d'enregistrer à la radio leurs groupes préférés. Pour son jeu de guitare il est influencé par Jeff Beck. Plus tard il s'initie au jazz avec une passion pour John Coltrane et éprouve un goût pour le mélange des styles, à la manière de Massive Attack.
À la fin des années 1970, après un D.E.U.G. Musique et Sciences à la Faculté de Brest, il enseigne la musique et le français en lycée à Crozon durant trois années. Guitariste, notamment dans le groupe Carthage avec Mr. Tox (Xavier Géronimi), Philippe Maujard (qui créé ensuite Ubik) et Pat King (le chanteur de Délire) il choisit de quitter l'Éducation nationale après ses rencontres avec Jacky "Blet" Thomas et Michel Santangeli à Brest, puis avec Jacques Higelin à Plogoff lors des manifestations anti-nucléaires. Il accompagne sur scène des artistes comme Michel Corringe (« ses tournées, c'était du délire côté public ! ») et le chanteur breton engagé Gweltaz Ar Fur lors de leurs tournées en France et à l’étranger(Europe, Canada). En 2009 il accompagne à nouveau Gweltaz en studio et sur scène.
De 1983 à 1985, Patrice Marzin s'installe à Cardiff au Pays de Galles. Cela lui permet de se familiariser avec la langue de Shakespeare et de rencontrer des musiciens aussi bien du cru qu'internationaux. Il joue avec des artistes comme Bo Diddley et accompagne à l'époque Meic Stevens, poète gallois, puis plus tard, lors d'une longue tournée en Angleterre en 1999.

### La chanson française
De retour en France en 1985, il touche à la variété française en travaillant avec Hervé Villard (rencontré via Hilaire Rama, le bassiste du groupe installé en Bretagne) « avec l'Olympia en apothéose », Bibie (Tout doucement, chanson écrite et composée par Jean-Paul Dréau), et d'autres... Il aime les mots et respecte les textes qu'il cherche à mettre en valeur. Parallèlement, il participe en Bretagne à des disques et accompagne Gérard Delahaye avant de s'installer à Paris. Le champ des possibilités s'agrandit : compositions musicales pour les revues de L'Alcazar et séances de studio. C'est lors d’une séance d'enregistrement en 1988 que Patrice rencontre Hubert-Félix Thiéfaine avec lequel il va collaborer durant une douzaine d'années pour de nombreux concerts et enregistrements. La première tournée, du disque Tour 88, dure deux ans pour 130 concerts. Son solo de guitare sur Chambre 2023 (& des poussières) est resté en mémoire. Progressivement, il passe de second guitariste à chef d'orchestre pour la scène et arrangeur des morceaux. Dans l'intervalle, Patrice Marzin compose plusieurs musiques de films. Pour le film La bavure il obtient le premier prix au Festival du film policier de Cognac.
Pour la tournée « Bluesymental tour » de Thiéfaine (150 dates) il est chargé de la direction de l'orchestre. À Los Angeles, il enregistre et participe aux arrangements de l'album Fragments d'hébétude de Thiéfaine, ce qui lui permet de jouer, avec l'équipe internationale qui est là pour trois mois, entre autres le directeur artistique Chris Spedding et Waddy Watchel, futur guitariste des X-pensives Winos avec Keith Richards. Quelques couacs ternissent un peu l'ambiance et Patrice ne sera pas de la tournée suivante. Il accompagne également Calvin Russel, rencontré avec Thiéfaine aux Francofolies de La Rochelle en 1992, Jean-Phi Vergneau, Pascal Quirni, Gérard Manset et le groupe Lo Jo Triban lors d’une tournée aux États-Unis. Participant au « Tour de transe d'H.F.T. », il enregistre La tentation du bonheur et Le bonheur de la tentation dont il compose et arrange plusieurs titres.

### La musique bretonne
En 1988 puis 1994, il travaille avec les groupes Tassili et Taÿfa en compagnie de Farid Ait Siameur, chanteur berbère résidant au Pays bigouden, mélange de musiques celtiques et kabyle. Puis, il repère « les jeunes » du groupe Ar Re Yaouank, créé par les frères Guichen. Il peaufine leur album Breizh positive avec des reverbs, des effets, des guitares, qui lance le renouveau de la musique bretonne et des festoù-noz modernes « avec des lights et du gros son ! ». En 1996, il participe au projet de musique celtique new age Stone Age et enregistre des parties de guitare de l'album Les Chronovoyageurs. En 1997, il réalise la direction artistique sur plusieurs albums dont celui du guitariste breton Jean-Charles Guichen.
À la fin des années 1990, la tournée de Thiefaine de 140 dates passe par les grandes salles parisiennes (Bercy, l'Olympia, le Casino de Paris) et de province. Avec le chanteur Thierry Mutin, il enregistre, compose et arrange les morceaux aux côtés de Deep Forest et créer en 2001-2002 le groupe OZ avec un ex Deep Forest.
À partir des années 2000, ses prestations musicales sont davantage centrées sur la musique bretonne. En 2000, avec Fanch Danion du Hall de la Musique, il monte le studio d’enregistrement Le Hall à Quimper. En 2001, il remplace Jacques Pellen au sein du trio P.S.G. et joue donc avec Soïg Sibéril et Jean-Charles Guichen en concerts et en fest-noz. La formation sort un premier disque en 2002. 
À partir de 2001, il enchaine les séances de studio avec différents artistes et groupes bretons tels que Soïg Sibéril, Lors Jouin, Marcel Aubé, Boxty, Louis Bertholom et réalise et arrange les albums La scène et Cardelectro de Red Cardell. Entre 2003 et 2008, il enregistre 25 albums, dont ceux de groupes quimpérois tels que les frères Guichen, Dremmwel, Honeymen, mais aussi Dan Ar Braz, Marthe Vassallo, Soïg Sibéril... Parallèlement, il compose la musique de courts métrages et de publicités.
Entre 2003 et 2005, il accompagne sur scène et enregistre avec le groupe du sonneur David Pasquet et, en 2006, participe à l'album Breudeur Ar Stered comme membre du « David Pasquet Group ». Il accompagne également le poète Bruno Geneste dans son spectacle Totem de Parole et enregistre ses guitares sur les albums du mystérieux et emblématique Gérard Manset, du trompettiste Eric Le Lann (Origines), des bluesmen d'Honeymen, du chanteur-livreur Olivier Trévidy, d'Hervé Lesvenan, de la chanteuse camerounaise Nicole Obélé ou avec le Beg an Dorchenn Project. Il est aussi guitariste du groupe Stabat Stable avec Jean-Luc Aimé.

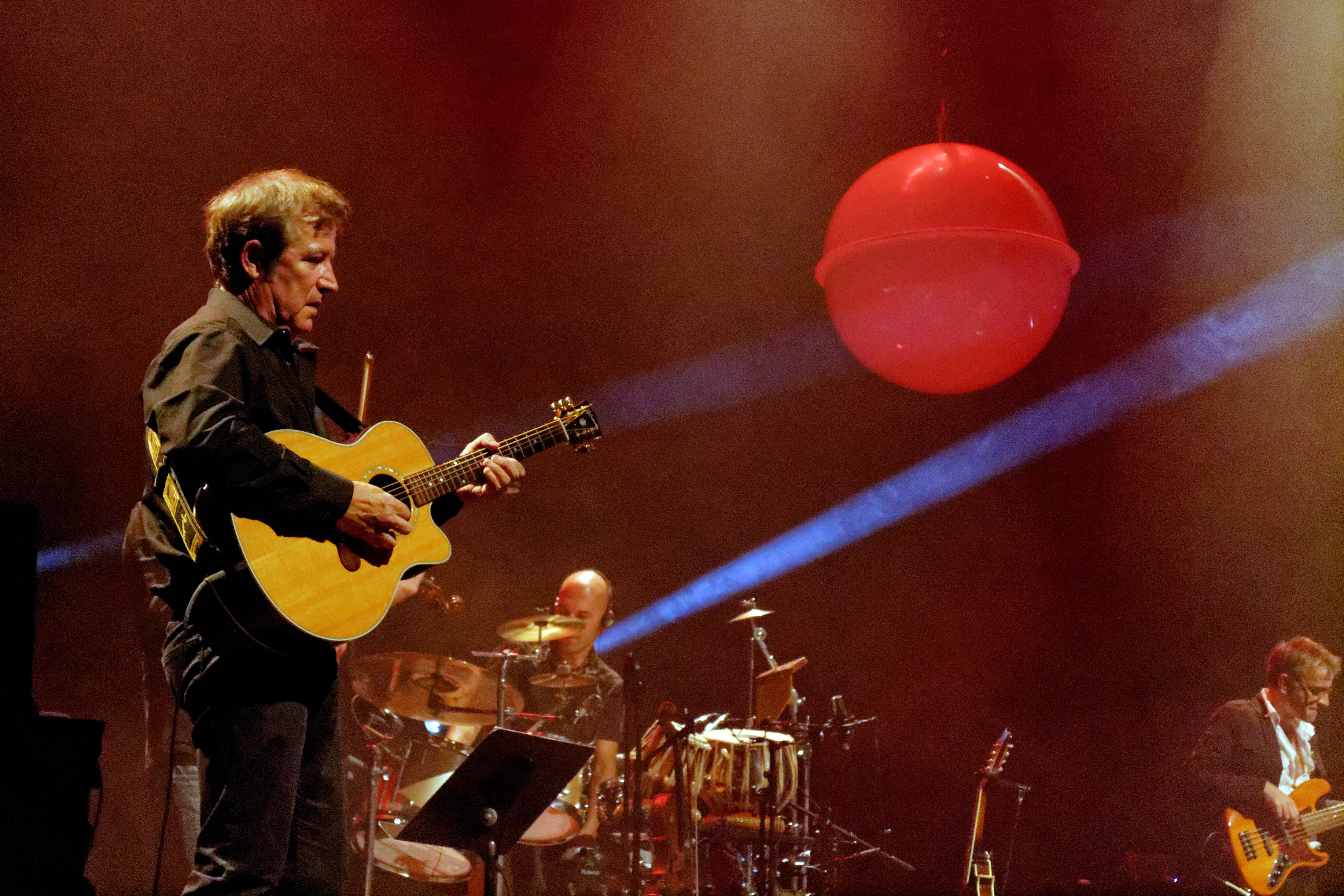
Concert avec Gwennyn au festival de Cornouaille 2014

En 2006, il rencontre la chanteuse bretonne Gwennyn, dont il devient l'accompagnateur et le producteur artistique. Il cocompose et réalise les albums Mammenn en 2009 (Keltia Musique) et Kan an Tevenn (2011) qui obtient le grand prix du disque du Télégramme en 2012. Il contient notamment une chanson écrite par Gérard Manset "On dit le temps". Sur scène, en tournée en France, et à l'étranger (Allemagne, Espagne...) depuis 6 ans avec Gwennyn, son jeu instinctif prend toute sa force, notamment dans des morceaux comme "An Emzivadez" .
En 2012, il retrouve son ami chanteur des débuts dans Délire, pour lequel il enregistre et produit Arrange ton col. L'album, sur lequel il joue l'essentiel des instruments auprès de Pat King qui chante et écrit les textes, est annoncé en mai 2013 sur le label 3H productions.

## Discographie

### avec Hubert-Félix Thiéfaine
- 1988 : Routes 88 (Guitares, chœurs)
- 1992 : Bluesymental Tour VHS (Guitares, directeur artistique, arrangements)
- 1993 : Fragments d'hébétude (Arrangements, Guitares)
- 1996 : La tentation du bonheur (Arrangements, Guitares)
- 1998 : Le bonheur de la tentation (Arrangements, Guitares, musique sur 33 fois...coupable)
- 1998 : En concert à Bercy (Guitares)

### avec Gérard Manset
- 1989 : Matrice
- 1991 : Revivre
- 1994 : La Vallée de la paix
- 1998 : Jadis et naguère
- 2004 : Le Langage oublié
- 2006 : Obok
- 2008 : Manitoba ne répond plus
- 2014 : Un oiseau s'est posé

### avec Gwennyn
- 2006 : En tu all (mixage) - (Prix Jeune artiste Produit en Bretagne 2007)
- 2009 : Mammenn (compositions, arrangements)
- 2011 : Kan an Tevenn (compositions, arrangements) - (Grand prix du disque du Télégramme 2011)
- 2013 : Beo (compositions, arrangements)
- 2016 : Avalon (compositions, arrangements)

### Autres
- 1982 : Nos Du, Nos Da - Meic Stevens, Sain
- 1995 : Breizh positive (direction artistique, mixage) - Ar Re Yaouank
- 1996 : Les Chronovoyageurs - Stone Age
- 1998 : Jean-Charles Guichen (Guitares & claviers, réalisation & mixage)
- 1998 : Awal - Taÿfa (guitares (1,5,7), musiques (1,7), mixage)
- 2000 : Assif - Taÿfa (musique (2))
- 2001 : Gitar - Soig Siberil (guitares, arrangements, mixage)
- 2002 : PSG - Trio PSG (Guitares, arrangements, mixage)
- 2002 : La scène - Red Cardell (réalisation, enregistrement & mixage)
- 2003 : Cardelectro - Red Cardell (réalisation, arrangements, enregistrement & mixage)
- 2005 : Breudeur ar Stered - David Pasquet Group (Coop Breizh), Grand prix du disque Produit en Bretagne 2006
- 2006 : Les confessions d'un con - Trévidy (Réalisation, arrangements, guitares)
- 2006 : Lammat - Soïg Sibéril (réalisation, arrangements) Grand prix du disque Produit en Bretagne 2007
- 2006 : Nicole Obélé Cameroun (guitares, mixage)
- 2007 : Beg An Dorchenn Project (guitares, mixage)
- 2010 : Mebay 'vo glaw... - Gweltaz Ar Fur
- 2012 : Endless
- 2013 : Arrange ton col - Pat King
- 2014 : Ombres et Lumière - Erwan Stéphan (guitares, mixage, mastering)
- 2015 : When the sun misses the moon - Erwan Stéphan (guitares, mastering)
- 2017 : Habask - Soïg Siberil (réalisation, arrangements, guitares)
- 2017 : Breizh eo ma bro ! - Alan Stivell, Tri Yann, Miossec, Gilles Servat, Dan ar Braz, Jane Birkin, Louis Capart, Raphael, Rozenn Talec, Gwennyn, Cecile Corbel, Clarisse Lavanant, Renan Luce, Didier Barbelivien, Frank Eulry (conseiller artistique, guitares) Sony France